# Театр Арджентіна

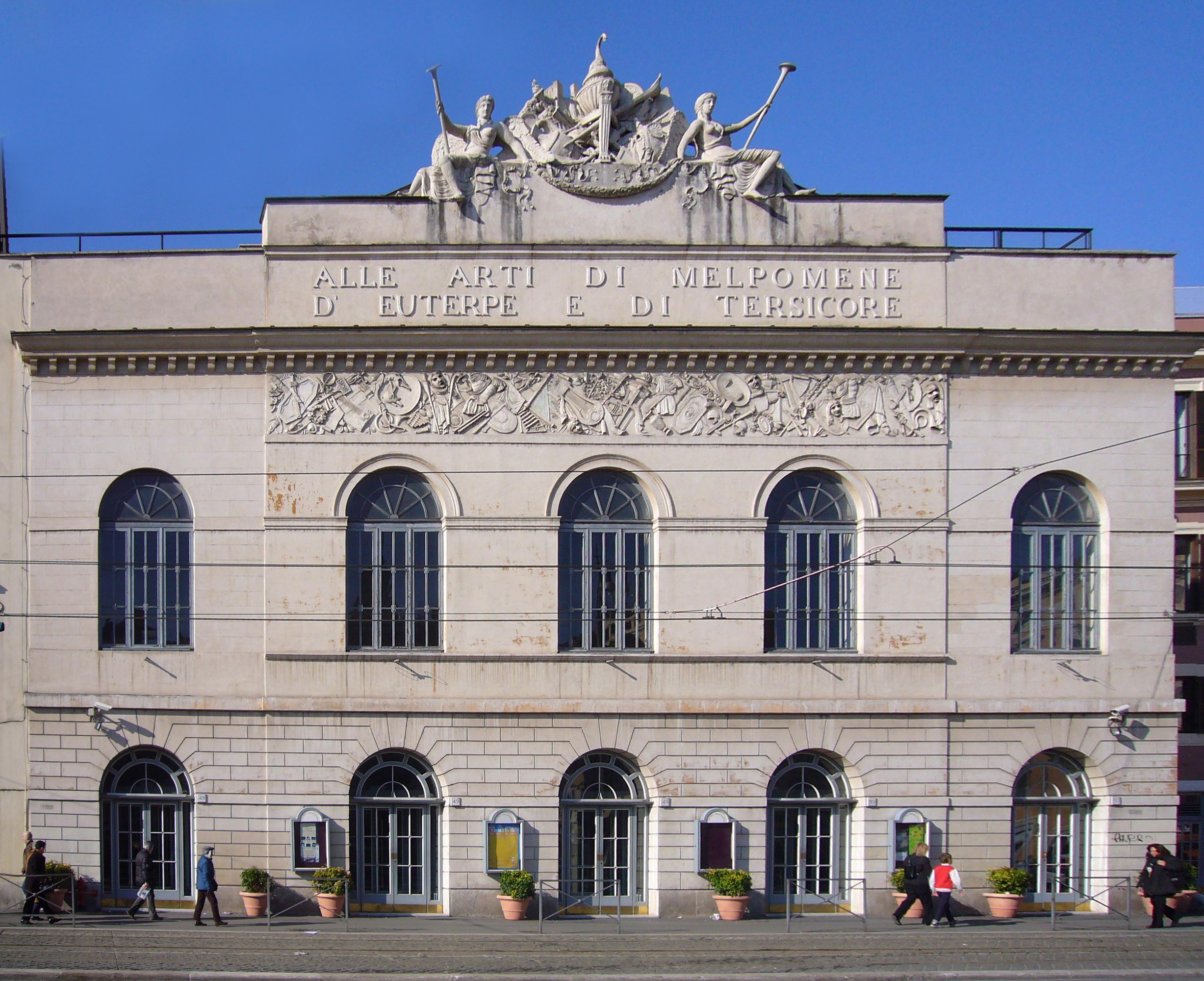
Театр Арджентіна

41°53′44″ пн. ш. 12°28′34″ сх. д. / 41.895555555556° пн. ш. 12.476111111111° сх. д.
Театр Арджентіна (італ. Teatro Argentina) — один із найвідоміших і найстаріших римських театрів, розташований на площі Торре Арджентіна у Римі. Театр був відкритий 31 січня в 1732 році родиною Сфорца Чезаріні за проектом архітектора Джероламо Теодолі (італ. Gerolamo Theodoli). На сцені театру відбулися прем'єри багатьох знаменитих італійських опер, так, наприклад, в 1816 році прем'єра опери Россіні «Севільський цирульник» . У театрі знаходиться історичний музей театру (італ. Museo Storico del Teatro).